# Despechá
«Despechá» (acortamiento de «despechada», estilizado en mayúsculas) es una canción interpretada por la cantautora española Rosalía.
Fue lanzada el 28 de julio de 2022 a través de Columbia Records e incluida en la edición de lujo de su tercer álbum de estudio Motomami. La canción fue escrita por Rosalía, Chris Jedi, Dylan Patrice, Gaby Music, Noah Goldstein, David Rodríguez y Nino Segarra y producida por los cinco primeros. «Despechá» es una pista de mambo con elementos de merengue y pop electrónico que ve a Rosalía abrazando las alegrías de dejar atrás el trabajo y los hombres tóxicos para ir a la pista de baile.

## Antecedentes
En marzo de 2022, Rosalía lanzó su tercer álbum de estudio Motomami, que supuso un alejamiento del sonido de nuevo flamenco de su predecesor y una adopción de la música latina en clave vanguardista y experimental. El álbum generó los sencillos «La fama», «Saoko» y «Chicken Teriyaki» y fue recibido con un gran éxito comercial y crítico, convirtiéndose más tarde en el álbum mejor reseñado y más discutido del año en Metacritic. Para promover aún más el disco, la cantante se embarcó en el Motomami World Tour, donde tiene previsto visitar diecisiete países de julio a diciembre de 2022.
La noche inaugural de la gira en el Recinto Ferial de Almería desveló tres pistas aún no lanzadas, un número que se amplió a cuatro tras la parada en Sevilla. Se ha confirmado que algunas de ellas son canciones descartadas de Motomami, mientras que otras se han escrito específicamente para la temporada de giras. «Despechá» (en ese momento conocido como «Lao a lao» por los fans), se interpreta entre un popurrí clásico de reguetón de cuatro minutos que mezcla «Papi chulo... (te traigo el mmmm...)» de Lorna y «Gasolina» con «TKN» y «Yo x ti, tú x mí»; y la pista aún no lanzada «Aislamiento». Durante el popurrí y «Despechá», Rosalía sube al escenario a veinte fans previamente seleccionados por su equipo de logística para bailar con ella y el equipo de ocho hombres 'motopapis', marcando la actuación como un punto culminante dentro del espectáculo.
Motomami Tour fue muy compartido en las redes sociales y algunos momentos y poses se volvieron virales. «Despechá» se convirtió instantáneamente en un favorito de los seguidores y los vídeos de la presentación comenzaron a compartirse en TikTok. El 12 de julio, Rosalía publicó un vídeo de TikTok insinuando la versión de estudio de la canción. Durante la presentación del 19 de julio en Madrid, la cantante preguntó al público si preferían que el tema se titulara «Despechá» o «Lao a lao», a lo que el público respondió por unanimidad con la primera propuesta. Tras interpretarlo en su espectáculo en Bilbao el 27 de julio, Rosalía reveló que «Despechá» se estrenaría en plataformas digitales esa misma noche.

## Composición
«Despechá» es una canción de mambo dominicano con elementos de merengue y electropop que tiene una duración de dos minutos y treinta y siete segundos. Descrita por Pitchfork como «una maravilla de eficiencia, revoloteando de un lado a otro entre dos acordes de piano elásticos mientras se monta en un ritmo de percusión igualmente veloz», la canción trata sobre dejar atrás el trabajo y el corazón roto para divertirse con los amigos en el club y ver la vida de la manera más hedonista posible. Las referencias líricas incluyen Fefita la Grande y al cantante dominicano Omega, quien apareció originalmente en la canción. Incluyendo «dos acordes, un groove perfecto, incluso una o dos risitas», fue comparada con «Break my Soul» de Beyoncé por Rolling Stone y promocionada como una gran candidata a 'Canción del verano'.
Sobre la canción, Rosalía ha afirmado que «hay muchas formas de estar 'despechá', en este tema es desde la libertad o la locura, moviéndose sin reservas ni remordimientos. Este es el lugar desde donde hago música, desde donde la hice cuando empecé y donde seguiré hasta que Dios lo diga. Estoy agradecida por haber podido viajar en los últimos años y haber aprendido de la música de otros lugares incluyendo República Dominicana, donde artistas como Fefita La Grande, Juan Luis Guerra y Omega me han inspirado y sin ellos esta canción no existiría».

## Posicionamiento en listas
| Listas (2022)                              | Mejor posición |
| ------------------------------------------ | -------------- |
| Argentina (Billboard Argentina Hot 100)    | 2              |
| Bélgica (Ultratop 50 Valonia)              | 5              |
| Bolivia (Billboard Bolivia Songs)          | 7              |
| Canadá (Billboard Canadian Hot 100)        | 80             |
| Chile (Billboard Chile Songs)              | 7              |
| Costa Rica (Monitor Latino)                | 2              |
| Colombia (Billboard Colombia Songs)        | 15             |
| Ecuador (Billboard Ecuador Songs)          | 6              |
| El Salvador (Monitor Latino)               | 5              |
| España (PROMUSICAE)                        | 1              |
| Estados Unidos (Billboard Hot 100)         | 63             |
| Estados Unidos (Billboard Hot Latin Songs) | 7              |
| Estados Unidos (Billboard Latin Airplay)   | 1              |
| Estados Unidos (Billboard Rhythmic)        | 37             |
| Francia (SNEP)                             | 8              |
| Guatemala (Monitor Latino)                 | 5              |
| Honduras (Monitor Latino)                  | 5              |
| Irlanda (IRMA)                             | 76             |
| Italia (FIMI)                              | 44             |
| Luxemburgo (Billboard Luxembourg Songs)    | 11             |
| México (Billboard Mexico Songs)            | 6              |
| Mundo (Billboard Global 200)               | 6              |
| Nicaragua (Monitor Latino)                 | 15             |
| Nueva Zelanda (RMNZ Hot Singles)           | 37             |
| Países Bajos (Single Tip)                  | 9              |
| Panamá (Monitor Latino)                    | 1              |
| Paraguay (Monitor Latino)                  | 6              |
| Perú (Billboard Peru Songs)                | 6              |
| Portugal (AFP)                             | 3              |
| República Dominicana (Monitor Latino)      | 3              |
| San Marino (SMRRTV Top 50)                 | 48             |
| Suiza (Schweizer Hitparade)                | 14             |
| Uruguay (Monitor Latino)                   | 1              |

| Listas (2022)                              | Posición |
| ------------------------------------------ | -------- |
| Argentina (Monitor Latino)                 | 8        |
| Bolivia (Monitor Latino)                   | 13       |
| Chile (Monitor Latino)                     | 17       |
| Costa Rica (Monitor Latino)                | 10       |
| Colombia (Monitor Latino)                  | 42       |
| Ecuador (Monitor Latino)                   | 15       |
| El Salvador (Monitor Latino)               | 18       |
| Estados Unidos (Billboard Hot Latin Songs) | 30       |
| Guatemala (Monitor Latino)                 | 16       |
| Honduras (Monitor Latino)                  | 42       |
| México (Monitor Latino)                    | 57       |
| Mundo (Billboard Global 200)               | 104      |
| Nicaragua (Monitor Latino)                 | 58       |
| Panamá (Monitor Latino)                    | 12       |
| Paraguay (Monitor Latino)                  | 35       |
| Perú (Monitor Latino)                      | 17       |
| República Dominicana (Monitor Latino)      | 32       |
| Uruguay (Monitor Latino)                   | 9        |
| Venezuela (Monitor Latino)                 | 56       |

## Historial de lanzamiento
| País           | Fecha                | Formato                     | Sello discográfico | Ref.   |
| -------------- | -------------------- | --------------------------- | ------------------ | ------ |
| Varios         | 28 de julio de 2022  | Descarga digital streaming  | Columbia           | [ 67 ] |
| Italia         | 5 de agosto de 2022  | Contemporary hit radio      | Sony Music Italy   | [ 68 ] |
| Estados Unidos | 23 de agosto de 2022 | Rhythmic contemporary radio | Columbia           | [ 69 ] |